# ارل فاکس
ارل فاکس (انگلیسی: Earle Foxe؛ ۲۵ دسامبر ۱۸۹۱ – ۱۰ دسامبر ۱۹۷۳) هنرپیشه اهل کشور ایالات متحده آمریکا بود.

## بخشی از فیلمشناسی
از فیلم‌ها یا برنامه‌های تلویزیونی که وی در آن نقش داشته‌است می‌توان به آثار زیر اشاره کرد.
- هیچ‌جا خانه خود آدم نمی‌شود (۱۹۱۴)
- افکار عمومی (۱۹۱۶)
- شب سال نو (۱۹۲۹)
- جادوی سیاه (۱۹۲۹)
- رقص، احمق‌ها، رقص (۱۹۳۱)
- دستری دوباره می‌راند (۱۹۳۲)
- خبرچین (۱۹۳۵)
- ماری ملکه اسکاتلند (۱۹۳۶)
- کلمنتاین عزیزم (۱۹۴۶)